# Stöcklweingarten

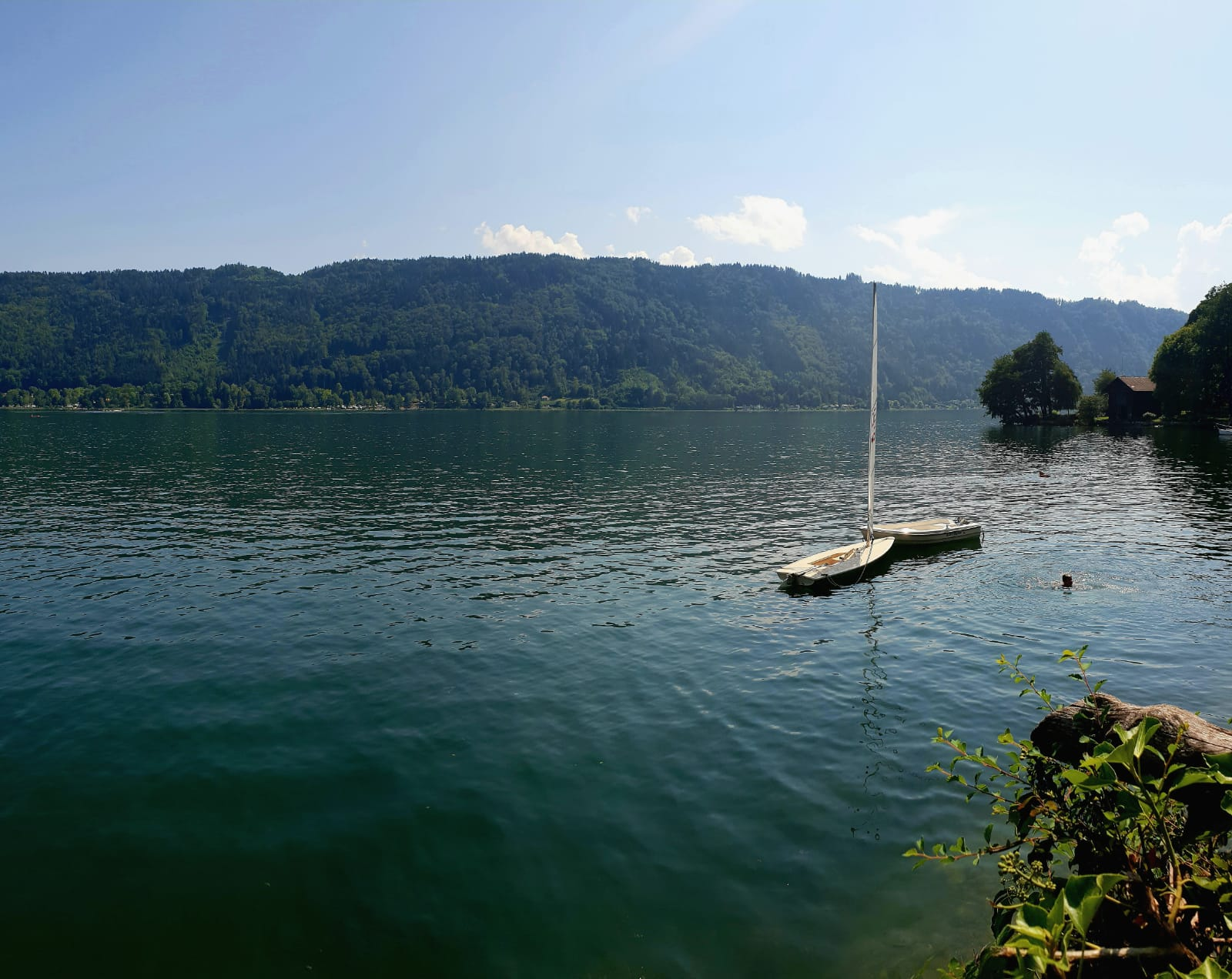
Ausblick in Stöcklweingarten

Stöcklweingarten ist eine Ortschaft in der Marktgemeinde Treffen im österreichischen Bundesland Kärnten. Das 384 Einwohner (Stand 1. Jänner 2024) zählende Dorf liegt am Nordufer des Ossiacher Sees zwischen den Ortschaften Bodensdorf und Sattendorf.

## Geschichte
Ursprünglich bauten die Mönche vom Stift Ossiach in Stöcklweingarten, wie der Name schon verrät, Wein an. Der Name stammt von „stickla“ für „steil“ und Weingarten. Heutige Haupteinnahmequelle ist der Tourismus. In Stöcklweingarten befindet sich ein aufgelassener Steinbruch bei dem früher Marmor abgebaut wurde.

## Sehenswürdigkeiten
Der Ort liegt am Ossiacher See, sowie auch am Fuße der Gerlitzen, wo man wandern und schifahren kann. In unmittelbarer Nähe gibt es auch die Finsterbach Wasserfälle und die Schiffsanlegestelle Sattendorf. Mit dem Schiff kann man nach Ossiach fahren und das Stift Ossiach besichtigen.

## Aktivitäten
Im Sommer kann man Badeurlaub am Ossiacher See machen oder auf die Gerlitzen wandern gehen sowie beliebte Touristenattraktionen in der Nähe besuchen.
Im Winter ist die Region für den Schisport bekannt. Auf der Gerlitzen kann man sowohl Schifahren als auch Winterwanderungen unternehmen.

## Mobilität
Der Bus 5177 in Stöcklweingarten fährt in jeweils 20 Minuten direkt zum Hauptbahnhof Villach oder nach Feldkirchen.
Mit dem Zug kann man entweder in Sattendorf (Sattendorf Bahnhof) oder in St. Urban (St.Urban/Ossiacher See Bahnhof) aussteigen und ca. 10 Minuten zu Fuß nach Stöcklweingarten gehen.